# CNAPS
Код CNAPS (Китайская национальная усовершенствованная платёжная система) — это код, используемый во внутренней платёжной системе Китая для юаня (CNY). Он разработан Народным банком Китая для упрощения денежных переводов и расчётов между банками внутри страны.
Система CNAPS была создана в начале 2000-х годов. Каждому банку, включая иностранные, присваивается уникальный 12-значный код CNAPS от Народного банка Китая, обычно начинающийся с "C/N". Банки-переводчики используют этот код для прямого перевода средств через CNAPS на банковский счет получателя и наоборот. Поскольку у каждого отделения есть свой собственный код CNAPS, это обеспечивает точные и эффективные внутренние платежи и сокращает время перевода.
Код CNAPS обязателен для всех переводов CNY в пределах Китая.
В апреле 2025 года японское издание Toyo Keizai сообщило об интеграции системы СПФС и CNAPS